# Sonic: After the Sequel
Sonic: After the Sequel est un jeu vidéo de plates-formes développé et publié par LakeFeperd sur Microsoft Windows le 15 juin 2013. Il s’agit d’un épisode non officiel de la série Sonic dont l’action se déroule entre les évènements de Sonic 2 et Sonic 3. C’est le deuxième jeu Sonic développé par Felipe Daneluz, faisant suite à Sonic: Before the Sequel, une suite non officielle du premier opus de la série. Comme son prédécesseur, Sonic: After the Sequel permet au joueur d’incarner Sonic et Tails dans leur quête pour récupérer une émeraude du chaos volée par le docteur Eggman. Le jeu s’inspire notamment de Sonic Heroes  et d’autres jeux faisant ou non parti de la série. Il a été développé à l’aide de Sonic Worlds, un moteur de jeu basé sur  Multimedia Fusion 2 et permettant de limiter les recours à la programmation dans le processus de création d’un jeu. Le jeu est disponible gratuitement en téléchargement pour  Windows. À sa sortie, il est très bien accueilli par la presse spécialisée qui salue son gameplay fidèle à celui du jeu original et sa bande originale éclectique,. La trilogie incluant Before the Sequel, After the Sequel et leur suite Sonic Chrono Adventure a connu un succès inhabituel pour un fangame avec plus de 120 000 téléchargement entre sa sortie et mars 2014.